# Сура Аль-Мунафікун
Сура Аль-Мунафікун (араб. سورة المنافقون‎) або Лицеміри — шістдесят третя сура Корану. Мединська, містить 11 аятів.